# دی‌اس۳
دی‌اس۳ (DS۳) یک خودروی سوپرمینی تحت برند دی‌اس است که از سال ۲۰۰۹ تا ۲۰۱۵ توسط سیتروئن و از ۲۰۱۵ تحت برند مستقل دی‌اس اتومبیلز (یکی از زیرمجموعه‌های گروه پی‌اس‌ای) تولید شده‌است. فروش این خودرو از سال ۲۰۱۰ آغاز شده‌است و در کلاس خودروهای سوپر مینی شهری لوکس قرار دارد که رقیب مستقیم خودروهایی نظیر مینی، آلفا رومئو می‌تو و آئودی ای۱ محسوب می‌شود. دی‌اس۳ اولین خودروی برند دی‌اس اتومبیلز می‌باشد.

## تاریخچه

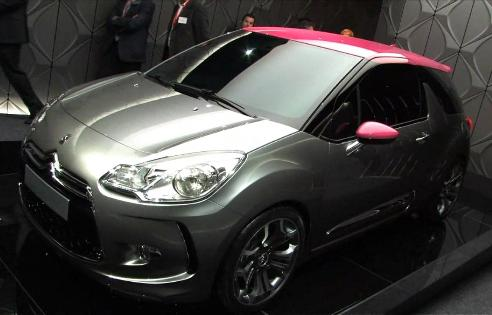
«دی‌اس اینساید» کانسپت، نمایشگاه خودروی ژنو ۲۰۰۹

این خودرو نخستین بار در فوریه سال ۲۰۰۹ در نمایشگاه خودروی ژنو به عنوان خودروی مفهومی «دی‌اس اینساید» معرفی شد و در ۲۴ اوت همان سال چهره نهایی آن با نام سیتروئن دی‌اس۳ رونمایی گشت. در سپتامبر، در نمایشگاه خودروی فرانکفورت حاضر شد و در بخش انتخاب توسط کاربران اینترنت، ۳۷٪ آرا را به خود اختصاص داد.
در نمایشگاه ۲۰۱۰ خودروی ژنو، نمونه اسپرت این خودرو به نام دی‌اس۳ ریسینگ (DS3 Racing) با موتور EP6FDTX با قدرت ۲۰۷ اسب بخار رونمایی شد که نسخهٔ خیابانی خودروی رالی DS3 R3 محسوب می‌شد که توانایی ثبت شتاب ۰–۱۰۰ ۶٫۵ ثانیه و نهایت سرعت ۲۳۵ کیلومتر بر ساعت را داشت.
در پایان اوت ۲۰۱۲، سیتروئن یک مدل روباز از این خودرو را معرفی کرد و در سال ۲۰۱۴ هم چراغ‌های جدید برای خودرو در نظر گرفته شد. سپس در سال ۲۰۱۶، با اعلام تأسیس برند مستقل دی‌اس اتومبیلز، نام این خودرو به همراه فیس لیفتی که بر روی آن اجرا شد به دی‌اس۳ تغییر کرد.
این خودرو در پوآسی فرانسه تولید می‌گردد.

## دی‌اس۳ در ایران
این خودرو با موتور سه سیلندری ۱۲۰۰سی سی EB2DT به بازار ایران عرضه شد. موتور THP 110 S&S که در این خودرو مورد استفاده قرار گرفته‌است، در سه سال پیاپی ۲۰۱۵، ۲۰۱۶ و ۲۰۱۷ در بخش موتورهای ۱ تا ۱٫۴ لیتری به عنوان «موتور نمونه سال» انتخاب شده‌است. از مشخصه‌های مهم خودروهای اسپرت، هندلینگ آن‌هاست و دی‌اس ۳ جدید در پیچ‌ها به راحتی شما را با چسبندگی زیاد، شگفت‌زده خواهد کرد، در سرعت بالا به خوبی قابل کنترل خواهد بود و به دلیل سایز کوچک، در شهرهای شلوغ مشکل فضا و جای پارک، نخواهید داشت. از آن جایی که این خودرو چندین بار بازنگری شده‌است، صدای داخل کابین به حد قابل قبولی خواهد بود و نویزهای موجود در بیرون مثل صدای باد، شما را اذیت نخواهد کرد. 
این خودرو را برای بازه وسیعی طراحی شده‌است و هر شخصی می‌تواند با تنظیم صندلی و فرمان به حالت راحتی رانندگی کند. صندلی‌های جلو کاملاً دربرگیرنده خواهند بود و با داشتن حالت اسپرت، هر فردی را در فضای رانندگی قرار خواهند داد.
از آنجایی که سیاست‌گزاری خودروهای دی‌اس بر اساس خاص بودن طراحی شده‌است، کیفیت و استایل تجهیزات داخلی شما را راضی خواهد کرد، طراحی داشبورد، تزیینات حکاکی لیزری، قطعات کرومی و چرم مرغوب فرمان و صندلی‌ها کاملاً حس لوکس بودن فرانسوی را در شما ایجاد خواهد کرد.
این خودرو با ۲۸۵ لیتر، بزرگترین فضای صندوق عقب در میان خودروهای این دسته را داراست و به راحتی پاسخگوی نیازهای شما خواهد بود.
با استفاده از تکنولوژی چراغ‌های ال‌ای‌دی DS Vision علاوه بر ظاهر اسپرتی‌تر نوری وسیع‌تر و مصرف انرژی کمتری، نسبت به لامپ‌های هالوژنی دارند، چراغ‌های راهنمای کشویی نیز یکی دیگر از مواردی است که این خودرو را در میان رقیبان برجسته خواهد کرد. اگر تاکنون چراغ‌های عقب منحصر به فرد این خودرو را دیده باشید، در نگاه اول گمان خواهید کرد که از بی‌نهایت لامپ ال‌ای‌دی تشکیل شده‌است! ولی طراحان با استفاده از تعدادی آینه و سطوح بازتاب‌کننده در کنار ۳۰ لامپ ال‌ای‌دی این تصور را برای شما و هرکسی که آن را ببیند ایجاد می‌کند و لوگوی دی‌اس همانند جواهری در میان آن‌ها خواهد درخشید.
از آپشن‌های دی‌اس ۳ جدید می‌توان به سیستم ترمز اتوماتیک، دوربین عقب، سنسور پارک عقب و جلو، سیستم کمکی شروع حرکت در سربالایی، کروز کنترل و غیره نام برد.

## ایمنی
سیتروئن دی‌اس۳ در سال ۲۰۰۹ توسط مؤسسه یورو ان‌سی‌ای‌پی مورد تست تصادف قرار گرفت و توانست ۵ ستاره از ۵ ستاره ایمنی در تصادفات را کسب کند که شامل ۸۷٪ ایمنی برای سرنشینان، ۷۱٪ ایمنی کودکان، ۳۵٪ عابرین پیاده و ۸۳٪ در بخش ایمنی خودرو قبل از تصادف می‌شود.
| نتایج تست سال ۲۰۰۹                          |     |
| امتیاز مجموع کسب شده از مؤسسه یورو ان‌سی‌ای‌پی |     |
| حفاظت از سرنشینان                           | ۸۷٪ |
| ایمنی کودک                                  | ۷۱٪ |
| حفاظت از عابر پیاده                         | ۳۵٪ |
| ایمنی فعال                                  | ۸۳٪ |

## تعداد فروش
| سال        | ۲۰۰۹ | ۲۰۱۰   | ۲۰۱۱   | ۲۰۱۲   | ۲۰۱۳   | ۲۰۱۴   | ۲۰۱۵   | ۲۰۱۶   | نیمه اول ۲۰۱۷ |
| تعداد فروش | ۵۰۰  | ۶۴٫۵۰۰ | ۷۸٫۳۷۵ | ۶۸٫۲۰۰ | ۶۹٫۰۱۴ | ۵۷٫۰۴۲ | ۴۸٫۶۹۸ | ۴۰٫۶۵۳ | ۱۵٫۰۵۵        |